# Карл Раул Ойген фон Хоентал
Карл Раул Ойген фон Хоентал (на немски: Karl Raoul Eugen Graf von Hohenthal; * 22 септември 1856, Дрезден; † 23 март 1924, Грунерн, днес част от Щауфен им Брайзгау) е граф от род фон Хоентал близо до Лайпциг.

## Произход
Той е вторият син на граф Карл Юлиус Леополд фон Хоентал (1830 – 1892) и първата му съпруга Августа Изидора фон Вутенау (1832 – 1886), дъщеря на Карл Адам Траугот фон Вутенау и графиня Изидора фон Хоентал (* 1805), дъщеря на граф Карл Лудвиг Август фон Хоентал (1769 – 1826) и Еренгард Фридерика Вилхелмина фон Кросигк (1781 – 1849).
Баща му се жени втори път 1870 г. в Лайпциг за Паула Мелита Клем (1844 – 1924).

## Фамилия
Карл Раул Ойген фон Хоентал се жени за Агата Хедвиг Бауман (* 21 април 1862, Цюрих; † 11 декември 1951, Грунерн). Те имат две деца:
- Карл Ойген Йоахим фон Хоентал (* 26 април 1895, Берлин-Лихтерфелде; † 16 януари 1969), женен за фрайин Паулина фон Геминген-Хорнберг (* 1 януари 1898, Манхайм; † 25 април 1988); имат четири деца
- Августа Еренгарда Сабина София фон Хоентал (* 13 май 1901; † 8 септември 1976)